# کمال امروهی
کمال امروهی (انگلیسی: Kamal Amrohi; ۱۷ ژانویه ۱۹۱۸) کارگردان فیلم، فیلم‌نامه‌نویس و تهیه‌کننده فیلم اهل هند بود.
وی کارگردان فیلم‌هایی همچون رضیه سلطان، پاکیزه و عمارت بوده‌است.